# إنكانتادو
إنكانتادو هي بلدية تقع في ولاية ريو غراندي دو سول، البرازيل.
تقع على بُعد ٢٥ كم شمال شرق توتونيا. وهي أيضًا موقع تمثال المسيح الحامي، الذي اكتمل بناؤه عام ٢٠٢٢.
وتشمل البلديات المجاورة موكوم، وروكا ساليس، وفيسباسيانو كوريا.